# Johann Friedrich Ludwig Cappel
Johann Friedrich Ludwig Cappel (* 18. Juli 1759 in Helmstedt; † 16. Juli 1799 in Wladimir) war ein deutscher Arzt.

## Leben
Cappel begann als Sohn des Medizinprofessors und Hofrats Wilhelm Friedrich Cappel 1776 das Studium der Medizin an Universität Helmstedt. Er wechselte 1779 für ein Jahr an die Universität Straßburg, an der auch bereits sein Vater medizinische Studien betrieben hatte. Nachdem Cappel 1780 an die Helmstedter Universität zurückgekehrt war, wurde er 1781 mit der Dissertation De Epilepsia E Tumore Nervo Vago Inhaerente Orta zum Dr. med. promoviert. Zunächst ließ er sich als praktischer Arzt in Hildesheim nieder. Anschließend wechselte er als solcher nach Braunschweig.
Cappel wurde 1786 durch die Vermittlung von Johann Georg Ritter von Zimmermann nach Sankt Petersburg berufen. Dort wurde er Kollegialassessor sowie Gouvernementsarzt. Als solcher ließ er sich in Wladimir nieder. Dort wirkte er bis zu seinem Lebensende.
Der Medizinprofessor Ludwig Christoph Wilhelm Cappel war sein Bruder, die Schauspielerin und Schriftstellerin Clara Anschel seine Schwester und der Geistliche Andreas Friedrich Gottlob Glaser sein Schwager.

## Schriften (Auswahl)
- De epilepsia e tumore nervo vago inhaerente orta. Schnorr, Helmstedt 1781.
- Verzeichniß der um Helmstedt wildwachsenden Pflanzen. Dessau 1784 (Digitalisat).
- Versuch einer vollständigen Abhandlung über die sogenannte Englische Krankheit. Nicolai, Berlin 1787.